# Pellhausen
Pellhausen ist ein  Stadtteil der Großen Kreisstadt Freising im oberbayerischen Landkreis Freising.

## Lage
Das kleine Dorf liegt etwa fünf Kilometer westlich von Freising im tertiären Hügelland, das sich nördlich der Münchener Schotterebene am linken Ufer der Isar entlangzieht. In dem Dorf leben etwa 60 Einwohner in zehn verschiedenen Gehöften. Seit 1972 ist Pellhausen Ortsteil der Großen Kreisstadt Freising.
Im Zuge der Gemeindebildung nach dem Zweiten Gemeindeedikt wurde das Dorf Pellhausen 1818 eingemeindet nach Sünzhausen. Sünzhausen wurde in diesem Jahre eine politisch selbständige Landgemeinde. Sie umfasste neben dem Hauptort und Pellhausen auch die Weiler Haxthausen, Lageltshausen und Pallhausen. Im Zuge der Gemeindegebietsreform verlor Sünzhausen am 1. Juli 1972 den Status einer politisch selbständigen Gemeinde und wurde in die Stadt Freising eingemeindet.

## Sehenswürdigkeiten
Im Dorf befindet sich die Dorfkapelle, die im Jahre 1844 wieder neu erbaut wurde.
Ferner befindet sich seit 1978 in Pellhausen die einzige Privatsternwarte des Landkreises.

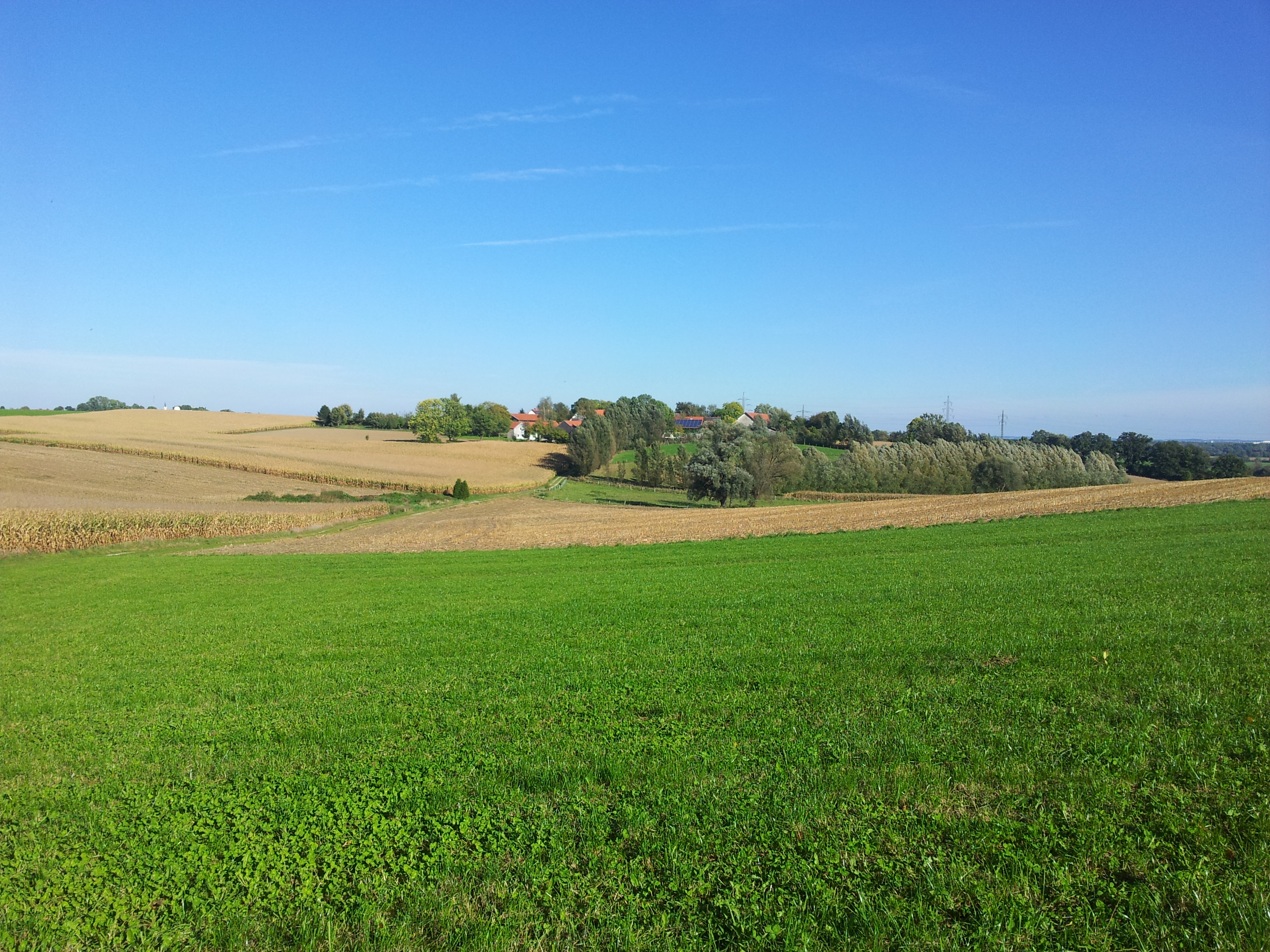
Pellhausen von Westen gesehen
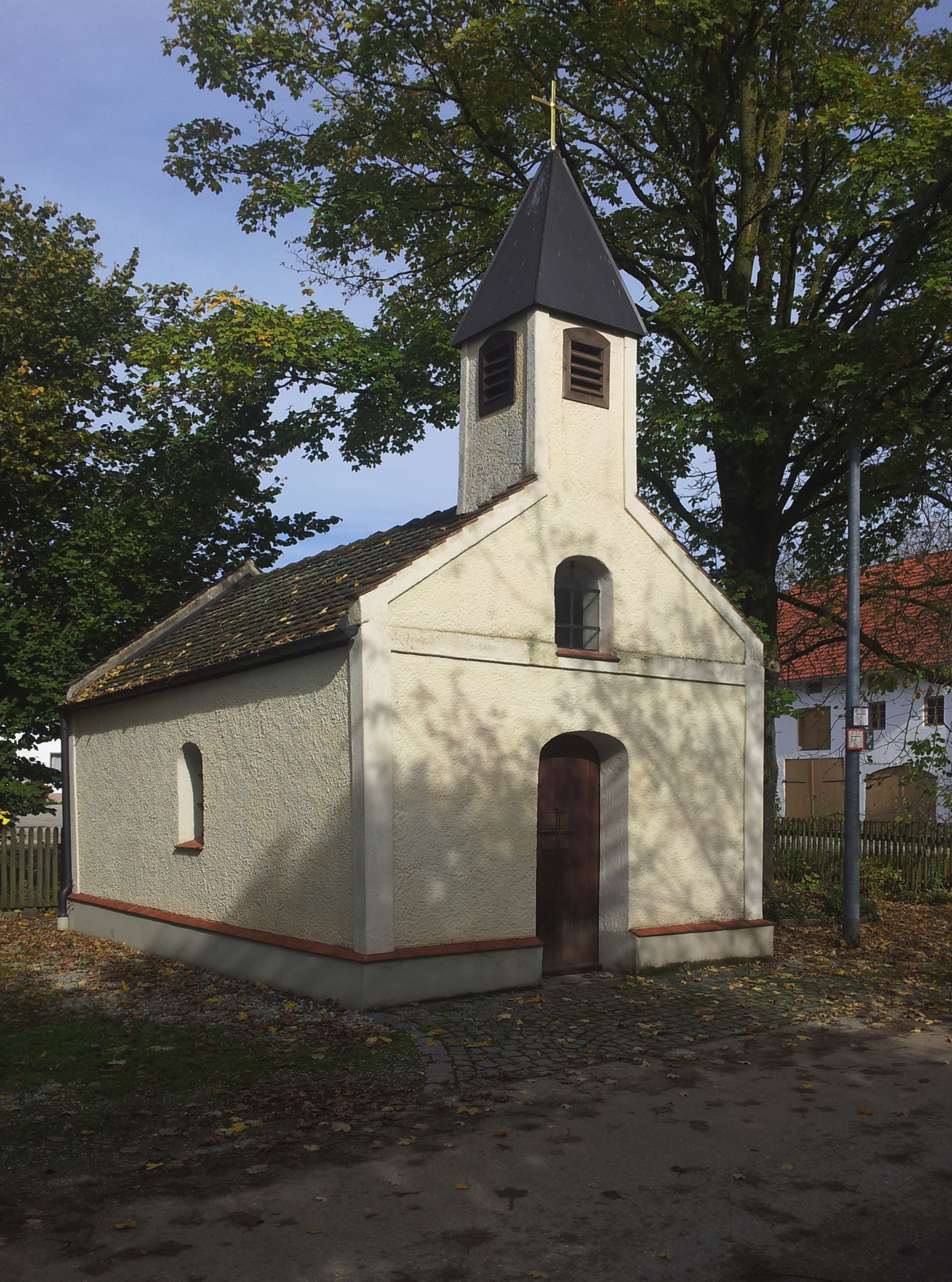
Kapelle Pellhausen
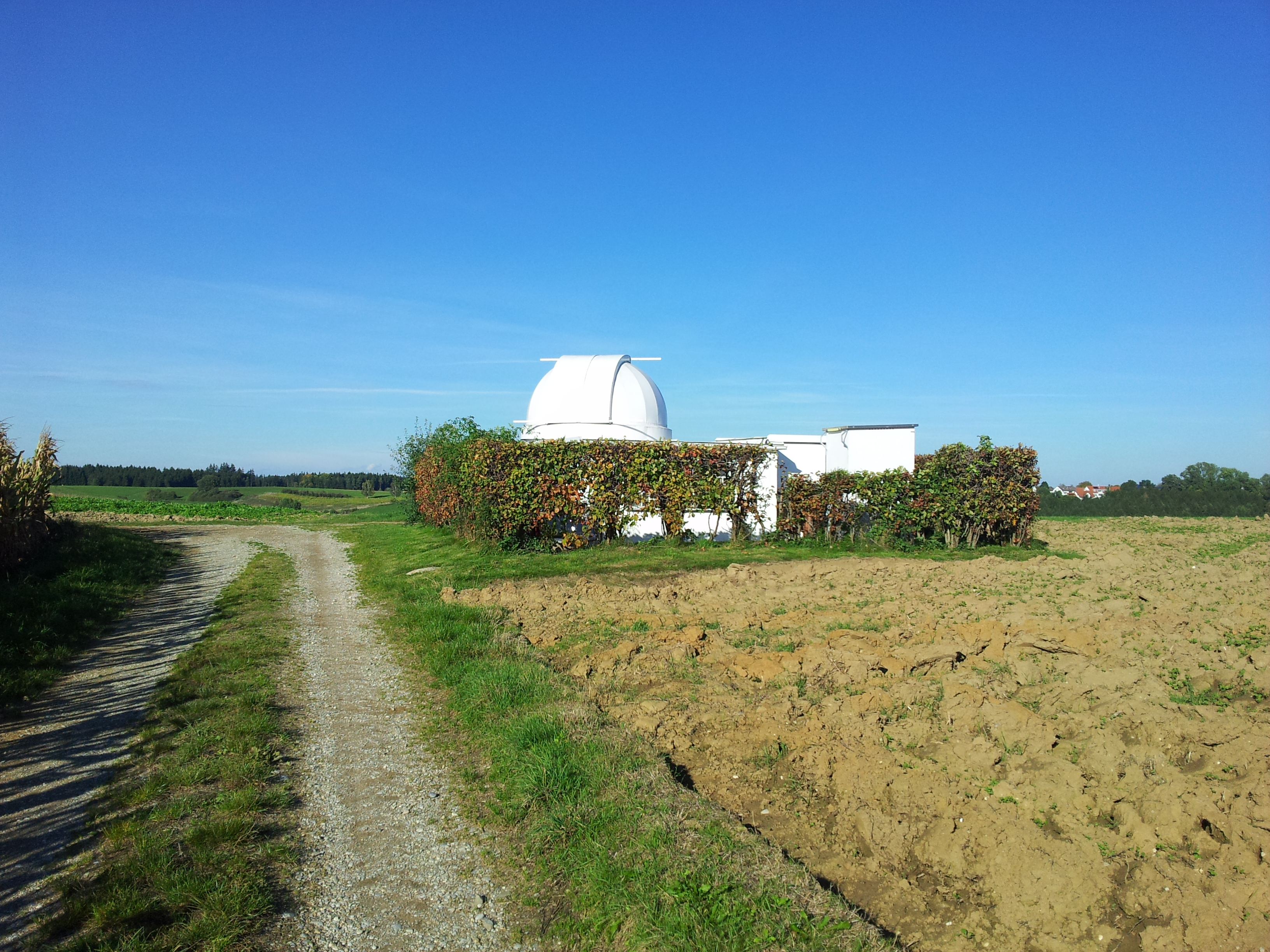
Sternwarte Pellhausen